# Епархиальный суд (очерк)
«Епархиальный суд» — исторический очерк Николая Семёновича Лескова.
Впервые напечатан под заглавием «Духовный суд» — в газете «Новости», 1880, 12 июня, № 153, 13 июня, № 154, и 18 июня, № 159.
Очерк написан в связи с отставкой министра народного просвещения и обер-прокурора святейшего синода, графа Дмитрия Андреевича Толстого;
в нём Лесков защищает попытку Толстого провести реформу консисторско-архиерейского суда.
В очерке приводятся выдержки из «Новгородских епархиальных ведомостей» с 1876 по 1879 год — в отличие от других источников, в них было принято не делать секрета из судебных решений, постановляемых епархиальной властью о преступлениях и проступках местного духовенства.